# Діастола
Діа́стола (від дав.-гр. ἡ διαστολή — розтягування, розширення, розрідження) — розслаблення шлуночків і передсердь під час серцевого циклу.

## Діастола передсердь
Діастола передсердь починається із розслаблення м'язів передсердь.

## Діастола шлуночків
Фізіологічний процес, що відбувається під час діастоли наступний: як тільки тиск в лівому шлуночку стає меншим ніж тиск передсердя, відкривається мітральний клапан і кров надходить у шлуночок. Після відкриття клапана тиск у шлуночку продовжує падати. При розслабленні шлуночок втягує в себе кров. Під час діастоли відбувається відновлення довжини м'язів, оскільки вони більше не напружені. 
Цей короткий період, коли шлуночки втягують в себе кров, в медицині ще називається vis a fronte.
На процес релаксації впливають як кальцієва АТФ-аза саркоплазматичного ретикулуму так і натрій-кальцієвий обмінник. Під час діастоли відбувається активний процес, який потребує енергії у вигляді АТФ, кальцієвої АТФ-ази, фосфоламбану, натрій-кальцієвого обміннику, . 
Зазвичай діастолу шлуночків умовно поділяють на чотири фази: 
- ізометрична релаксація;
- фаза швидкого наповнення;
- фаза повільного наповнення;
- систола передсердь.

Ізометрична релаксація відбувається в момент між закриттям аортального клапана і відкриттям мітрального клапана, під час якого тиск шлуночків значно зменшується без зміни об'єму. Цей процес є енергозалежним і може бути чутливим до наявності клітинної ішемії.
Швидкість наповнення шлуночків кров'ю або потік крові не є постійними, можна виділити два основні етапи: перший - рання діастола, яка відбувається в момент втягування крові і другий - пізня діастола, в момент скорочення передсердь. Відношення швидкості наповнення під час першої фази до другої може використовуватись як діагностична ознака, оскільки це відношення зменшується при наявності діастолічної дисфункції. 